# اکبر قدمی
علی‌اکبر قدمی (۱۲ فروردین ۱۳۳۰ – ۲۶ مهر ۱۴۰۲) بازیگر اهل ایران بود. وی در آثاری چون رویای خیس و سریال خواب و بیدار به ایفای نقش پرداخته است.

## زندگی
علی‌اکبر قدمی در ۱۲ فروردین ۱۳۳۰ در تهران زاده شد. او دانش‌آموختهٔ رشتهٔ الکترومکانیک بود و بازیگری را از سال ۱۳۵۶ با سریال تلویزیونی تلاش آغاز کرد.
قدمی در ایالات متحده اقامت داشت و در ۲۶ مهر ۱۴۰۲ پس از تحمل یک دوره بیماری درگذشت. جنازهٔ وی در گورستان ال تورو مموریال پارک، ایالت کالیفرنیا دفن شد.

## فیلم‌شناسی

### سینما
- رؤیای خیس (۱۳۸۴)
- جایی برای زندگی (۱۳۸۳)
- برگ برنده (۱۳۸۲)
- لانه عقاب‌ها (۱۳۷۸)
- مرد عوضی (۱۳۷۶)
- ارابه مرگ (۱۳۷۵)
- طوفان (۱۳۷۵)
- شیخ مفید (۱۳۷۴)
- حسرت (۱۳۷۳)
- روز شیطان (۱۳۷۳)
- مجسمه (۱۳۷۱)
- مسافران (۱۳۷۰)
- تحفه‌ها (۱۳۶۶)

### تلویزیون
| سال       | نام مجموعه                   | سمت          | کارگردان                           | توضیحات                                               |
| --------- | ---------------------------- | ------------ | ---------------------------------- | ----------------------------------------------------- |
| ۱۳۹۲      | تله‌فیلم «گوشی قرمز»          | بازیگر       | صادق پروین آشتیانی                 |                                                       |
| ۱۳۹۰      | تله‌فیلم «ملاقات غیرممکن»     | بازیگر       | حسن لفافیان                        | سیمای شبکه آفتاب (استان مرکزی)                        |
| ۱۳۹۰      | تله‌فیلم «سپید مثل ستاره»     | بازیگر       | جواد روستایی                       | سیمای مرکز قم                                         |
| ۱۳۸۸-۱۳۸۹ | در چشم باد                   | بازیگر       | مسعود جعفری جوزانی                 |                                                       |
| ۱۳۸۹      | خانه بی‌پرنده                 | بازیگر       | کاظم معصومی                        | شبکه تهران                                            |
| ۱۳۸۷      | شب می‌گذرد                    | بازیگر       | راما قویدل                         | شبکه تهران                                            |
| ۱۳۸۶      | مرد هزارچهره                 | بازیگر       | مهران مدیری                        | در نوروز ۱۳۸۷ از شبکه ۳ پخش شد.                       |
| ۱۳۸۵–۱۳۸۴ | شهریار                       | بازیگر       | کمال تبریزی                        | در سال ۱۳۸۶ از شبکه ۲ پخش شد.                         |
| ۱۳۸۳      | روشنایی‌های شهر               | بازیگر       | مسعود کرامتی                       |                                                       |
| ۱۳۸۳      | سایه آفتاب                   | بازیگر       | محمدرضا آهنج                       |                                                       |
| ۱۳۸۳–۱۳۸۲ | هنگامه                       | بازیگر       | مجید جوانمرد                       | شبکه ۱                                                |
| ۱۳۸۲      | «او مثبت» (+O)               | بازیگر       | علی شاه‌حاتمی                       |                                                       |
| ۱۳۸۲      | شهر باران                    | بازیگر       | سید جواد هاشمی                     |                                                       |
| ۱۳۸۱–۱۳۸۰ | خواب و بیدار                 | بازیگر       | مهدی فخیم‌زاده                      |                                                       |
| ۱۳۸۰–۱۳۷۹ | پلیس جوان                    | بازیگر       | سیروس مقدم                         |                                                       |
| ۱۳۸۰      | ماجراهای سرابی               | بازیگر       | اسماعیل میهن‌دوست                   |                                                       |
| ۱۳۸۰      | کارآگاه شمسی و دستیارش مادام | بازیگر مهمان | مرضیه برومند                       | شبکه تهران                                            |
| ۱۳۸۰      | چراغ‌های خاموش                | بازیگر       | کاظم بلوچی                         | در ماه رمضان ۱۳۸۰ از برنامه کودک و نوجوان پخش شد.     |
| ۱۳۷۹      | دختران                       | بازیگر مهمان | اصغر توسلی                         | بازی در اپیزود «آسمان»                                |
| ۱۳۷۹      | وکیل محله                    | بازیگر       | اسماعیل میهن‌دوست                   | شبکه ۱                                                |
| ؟         | عروسک مادر بزرگ              | بازیگر       | سید مجتبی یاسینی                   | اواخر دهه هفتاد از برنامه کودک شبکه ۲ پخش می‌شد.       |
| ۱۳۸۱–۱۳۷۸ | شب چراغ                      | بازیگر       | امیر قویدل جمال شورجه مجید جوانمرد | در دهه فجر ۱۳۸۲ از شبکه ۲ پخش شد.                     |
| ۱۳۷۷–۱۳۷۸ | بگذار آفتاب برآید            | بازیگر مهمان | حسین مختاری                        | شبکه ۳                                                |
| ۱۳۷۸      | پدرخوانده                    | بازیگر       | حمید قدکچیان                       |                                                       |
| ۱۳۷۸      | ورثه آقای نیکبخت             | بازیگر       | مرضیه برومند                       |                                                       |
| ۱۳۷۸      | کیف انگلیسی                  | بازیگر       | سید ضیاءالدین دری                  |                                                       |
| ۱۳۷۷      | راز یک خزان                  | بازیگر       | فرامرز باصری                       | از برنامه «سیمای خانواده» شبکه ۱ پخش می‌شد.            |
| ۱۳۷۶      | شن‌های کف رودخانه             | بازیگر       | یوسف سیدمهدوی                      | شبکه ۳                                                |
| ۱۳۷۶      | شرکت                         | بازیگر       | عبدالله باکیده                     |                                                       |
| ۱۳۷۶      | کهنه‌سوار                     | بازیگر       | اکبر خواجویی                       | شبکه ۳                                                |
| ۱۳۷۵      | به رنگ صدف                   | بازیگر       | عباس رنجبر                         | شبکه ۱                                                |
| ۱۳۷۵      | دشمن                         | بازیگر       | عبدالرضا اکبری                     | شبکه ۱                                                |
| ۱۳۷۵–۱۳۷۴ | دبیرستان خضراء               | بازیگر       | اکبر خواجویی                       |                                                       |
| ۱۳۷۴      | زمزمه محبت                   | کارگردان     | عبدالرضا اکبری                     | هر روز ظهر در برنامه «سیمای خانواده» شبکه ۱ پخش می‌شد. |
| ۱۳۷۴      | شیخ مفید                     | بازیگر       | فریبرز صالح سیروس مقدم             |                                                       |
| ۱۳۷۳–۱۳۷۲ | پدرسالار                     | بازیگر       | اکبر خواجویی                       | شبکه ۲                                                |
| ۱۳۷۳–۱۳۷۲ | فاصله                        | بازیگر       | مجتبی یاسینی                       | شبکه ۲                                                |
| ۱۳۷۲      | از پا نیفتاده \|             | فرامرز باصری | شبکه یک                            |                                                       |
| ۱۳۷۱      | مزد ترس                      | بازیگر       | حمید تمجیدی                        |                                                       |
| ۱۳۶۳      | سربداران                     | بازیگر       | محمدعلی نجفی                       |                                                       |
| ۱۳۵۷      | تلاش                         | بازیگر       | شعاع‌الدین مصطفی‌زاده                |                                                       |

### شبکه نمایش خانگی
| سال  | نام     | سمت    | کارگردان      | توضیحات                 |
| ---- | ------- | ------ | ------------- | ----------------------- |
| ۱۳۹۵ | حکم تیر | بازیگر | رحیم بهبودی‌فر | پخش در شبکه نمایش خانگی |